# Rota (Torres Novas)
Rota : quinzenário académico do C.A.C. foi um jornal de cariz estudantil, iniciado em 1947 pelos estudantes do Colégio Andrade Corvo em Torres Novas, assinando como diretor Arlindo Costa.